# 白喉姬鶲
白喉姬鶲（学名：Ficedula monileger）为鶲科姬鶲属的鸟类。该物种的模式产地在尼泊尔。

## 亚种
- 白喉姬鶲云南亚种（学名：Ficedula monileger leucops）。在中国大陆，分布于云南等地。该物种的模式产地在印度。[2]